# Terrores Urbanos
Terrores Urbanos é uma série de televisão brasileira produzida pela Sentimental Filmes e pela RecordTV, e lançada exclusivamente pelo serviço de streaming PlayPlus em 10 de outubro de 2018. Criada por Maristela Mattos e Thaís Falcão, contou com a direção de Fernando Coimbra, Felipe Adami e Juliana Rojas, e direção geral de Fernando Coimbra. Foi exibida pela RecordTV de 2 a 8 de janeiro de 2019. A partir de 21 de abril passou a ser vinculado também na Warner TV.

## Produção
Originalmente intitulada Lendas Urbanas, a série foi anunciada pela RecordTV em 9 de março de 2016 como parte do pacote de lançamentos da emissora para o ano seguinte. A Sentimental Filmes foi escolhida como produtora. A série, porém, só começou a ser produzida em janeiro de 2018, após a emissora finalizar os trabalhos em Conselho Tutelar e Sem Volta. As gravações foram realizadas em abril e as primeiras chamadas veiculadas a partir de 2 de junho. Anunciada para ser exibida na RecordTV no segundo semestre de 2018, a direção decidiu mudar o foco e lançá-la no aplicativo de streaming PlayPlus sob o nome de Terrores Urbanos, fazendo dela a primeira produção dramatúrgica do serviço. O lançamento ocorreu em 10 de outubro.

## Enredo
A série conta cinco lendas urbanas que aterrorizaram o Brasil nas décadas de 1980 e 1990 em cada um dos episódios (a loira do banheiro, a gangue dos palhaços da Kombi, o quadro do menino que chora, o boneco assassino e o homem do saco), mostrando de forma lúdica e assustadora a abordagem delas nos dias atuais.

## Elenco
A Loira do Banheiro
| Ator/Atriz            | Personagem                        |
| --------------------- | --------------------------------- |
| Duda Balestero        | Bianca Valença                    |
| Renata Dutra          | Luciana Muniz / Loira do Banheiro |
| Rafaela Mandelli      | Alexia Valença                    |
| André Guerreiro Lopes | Tiago Valença                     |
| Matheus Fagundes      | Renato                            |
| Daniela Segato        | Penélope                          |
| Tiffany Alvares       | Rita                              |
| Maria do Carmo Soares | Zezé                              |
| Cláudia Assunção      | Professora Valéria                |

A Gangue dos Palhaços
| Ator/Atriz         | Personagem                      |
| ------------------ | ------------------------------- |
| Júlia Lund         | Rosane Silveira                 |
| Igor Moraes        | Otávio Silveira Filho (Tavinho) |
| Luciano Bortoluzzi | Otávio Silveira                 |
| Agnes Zuliani      | Jurema                          |
| Stephanie Degreas  | Jasmin                          |
| Rael Barja         | Palhaço 1                       |
| Roberto Audio      | Palhaço 2                       |
| Natália Moraes     | Palhaço 3                       |
| Fernando Eiras     | Müller                          |
| Vanessa Prieto     | Valentina                       |
| Rodrigo dos Santos | Dr Rogério                      |
| Dudda Tavarez      | Emílio                          |

O Quadro do Menino que Chora
| Ator/Atriz          | Personagem             |
| ------------------- | ---------------------- |
| Augusto Madeira     | Dr Hélio Almeida       |
| Helena Albergaria   | Dra Ana Olga Valadares |
| Ana Kutner          | Virgínia Alvares       |
| Sérgio Mastropasqua | Marcelo Alvares        |
| Marco Bravo         | Enfermeiro Evandro     |
| Fernanda Stefanski  | Enfermeira Cida        |
| Teka Romualdo       | Dra Mara               |
| Chris Couto         | Joana                  |
| Jerusa Franco       | Angela                 |
| Lianna Matheus      | Lúcia                  |
| Júlio Silvério      | Inácio                 |
| Guilherme Rodio     | Conrado                |
| Ivan Cápua          | Paulo                  |
| Dante Gattai        | Menino do quadro       |

O Boneco
| Ator/Atriz         | Personagem            |
| ------------------ | --------------------- |
| Natália Lage       | Aline Avelar          |
| André Bankoff      | Marcos Avelar         |
| Enzo Barone        | Eduardo Avelar (Dudu) |
| Magali Biff        | Sônia Avelar          |
| Eduardo Gomes      | Rafael                |
| Maria Tuca Fanchin | Paula                 |
| Henrique Hennies   | Entregador            |

O Homem do Saco
| Ator/Atriz        | Personagem                 |
| ----------------- | -------------------------- |
| Cristina Lago     | Jane da Silva              |
| Annalara Prates   | Júlia da Silva             |
| Janaína Leite     | Rosa da Silva              |
| Veridiana Toledo  | Terezinha                  |
| João Signorelli   | Entregador / Homem do saco |
| Rosana Maris      | Suzy                       |
| Luciana Carnielli | Arlete                     |
| Shirley Cruz      | Leda                       |

## Episódios
| # | # | Título                         | Dirigido por     | Escrito por                                  | Exibição              |
| --- | - | ------------------------------ | ---------------- | -------------------------------------------- | --------------------- |
| 1 | 1 | "A Loira do Banheiro"          | Fernando Coimbra | Maristela Mattos Thaís Falcão                | 10 de outubro de 2018 |
| Prestes a se formar no Ensino Médio, Bianca sente a pressão de ser a oradora da turma e de ter uma mãe rígida e castradora, desenvolvendo bulimia para aliviar a carga. Frequentando assiduamente o banheiro externo do colégio, ela acaba conhecendo uma garota misteriosa e, ao ver o reflexo sinistro dela no espelho, Bianca percebe que a moça não é humana. Ela descobre que a garota se chamava Luciana, oradora da turma de 1967, e que ela desapareceu pouco antes da formatura daquele ano, passando a ser perseguida pela entidade.        |   |                                |                  |                                              |                       |
| 2 | 2 | "A Gangue dos Palhaços"        | Felipe Adami     | Ricardo Grynszpan Ricardo Inhan Felipe Adami | 10 de outubro de 2018 |
| Rosane é uma mulher instável e com fobia de palhaços desde a infância. Sua paranoia se agrava quando seu marido é preso por ser mandante de uma série de assaltos a empresas com bandidos que utilizavam máscaras de palhaço, além dela descobrir que o filho de sua empregada foi levado por uma gangue dos mesmos na década de 1990. Ameaçada pelos ex-comparsas de seu marido, ela começa a confundir ilusão com realidade, acreditando que está sendo perseguida pelos palhaços.                                                                  |   |                                |                  |                                              |                       |
| 3 | 3 | "O Quadro do Menino que Chora" | Juliana Rojas    | Celso Vecchi Thaís Fujinaga                  | 10 de outubro de 2018 |
| Hélio e Ana Olga são médicos que estão desenvolvendo uma pesquisa inédita experimental sobre câncer com pacientes voluntários. Após receber um quadro misterioso com a imagem de um garoto chorando, Hélio é alertado pelo enfermeiro Evandro de que a pintura traria desgraça à pesquisa, uma vez que a lenda dizia que o pintor era um homem muito cruel que maltratava crianças. Aos poucos os pacientes começam a morrer e Hélio fica perturbado, crendo que é consequência do quadro, embora tudo que ele faça para se livrar dele não dê certo. |   |                                |                  |                                              |                       |
| 4 | 4 | "O Boneco"                     | Juliana Rojas    | Ludmila Naves                                | 10 de outubro de 2018 |
| Com ciúmes da irmã recém-nascida, Dudu ganha um boneco da avó para que se sinta melhor. Aos poucos Aline, a mãe do garoto, começa a reparar que ele ficou mais rebelde e tem conversado com o boneco como se ele respondesse. Após descobrir as lendas sobre o boneco na internet, Aline começa a sofrer atentados e ser perseguida durante as noites por ele, embora as pessoas à sua volta achem que ela está ficando louca. |   |                                |                  |                                              |                       |
| 5 | 5 | "O Homem do Saco"              | Fernando Coimbra | Fernando Coimbra                             | 10 de outubro de 2018 |
| A vendedora de cosméticos Jane nunca superou o fato de terem sequestrado o menino do qual ela era babá 15 anos antes. Quando sua irmã pede que ela cuide da sobrinha, a moça tem que lidar com o trauma passado. Além disso, sua sobrinha começa a importuná-la com a lenda do homem do saco, fazendo com que Jane passe a acreditar que os sabonetes que vendem possam mesmo ser feitos de crianças mortas. |   |                                |                  |                                              |                       |